# フジテレビ旧本社ビル

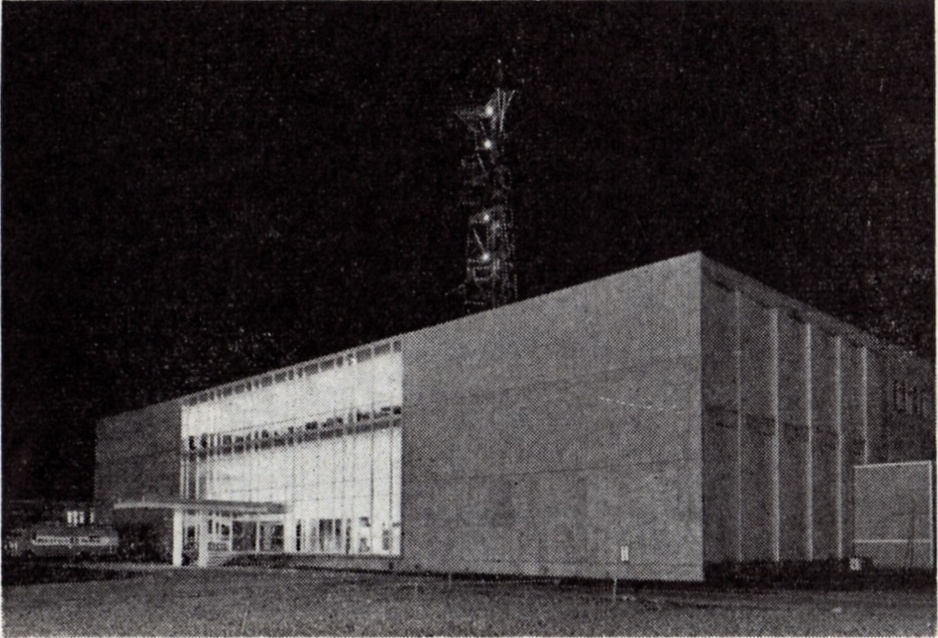
1961年ごろのフジテレビ本社ビル

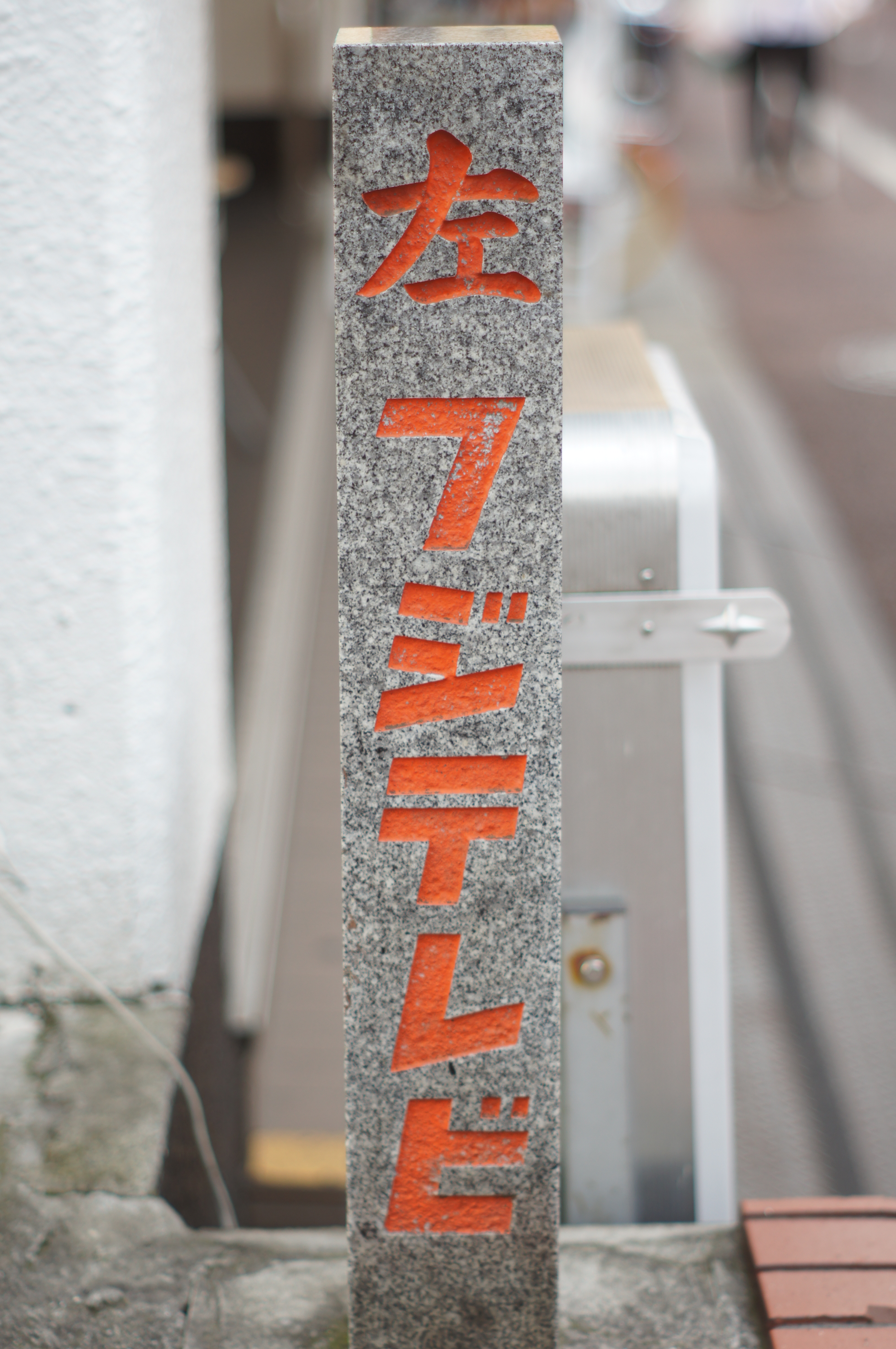
旧河田町本社への最寄り駅となっていた都営新宿線曙橋駅周辺のあけぼのばし通りにある、現在も残っているフジテレビ旧河田町本社への案内表示

フジテレビ旧本社ビル（フジテレビきゅうほんしゃビル）は、1959年3月1日の開局時から1997年3月9日まで稼働していたフジテレビジョンの旧本社ビルディング。

## 概要
フジテレビ旧本社ビルの敷地には、戦前期はホテル「河田町会館」が立地していた。フジテレビは開局当初、東京タワーへのアクセスを考慮し、新宿区河田町の18,500m2の敷地を購入し、本社ビルを建設した。その後、当地はフジテレビの本社所在地として長きにわたって知られることになるが、それ以前には日本教育テレビ（現・テレビ朝日）が本社屋の候補地としていたことがあった。
局舎はメインビル、タワービル、グランドスタジオの3つの建物があり、第1期工事竣工時では地上3階、地下1階、延坪14,000m2の建築であった（メインビル）。
1962年、フジテレビが本社機能を有楽町のニッポン放送本社ビル（糖業会館）から河田町に移転した。
その後、3期の増築工事を重ね、4棟からなるビル群まで拡張した。1969年、開局10周年を記念し、地上13階、地下2階、塔屋1階建てのタワービルが完成した。敷地入口には各々へのルートを示す看板が設置されていた。1969年9月から1976年3月まで、フジテレビのオープニングとクロージングのフィルム映像にも、本社ビルの模型が使用されていた。実際のフィルム撮影に使われた模型ではないがFCGビルの大会議室前の通路には本社ビルの模型が展示されている。
南側玄関口に設置された電波をイメージするモニュメントは野外ロケや情報番組のオープニングや天気予報中継などで見られた（製作者は井上武吉、題名:フジテレビメイン広場のためのモニュメント）
また、東京女子医科大学病院側の通りには通称「凱旋門」と称される正門があり、その横には局ロゴの看板と巨大な番宣ポスターが掲げられていた。凱旋門には多数の8マークロゴのオブジェ、メインビル入口に大きな壁画などが装飾されていた。
メインビル前に社員向用有料駐車場や中継車車庫（1992年に増築）があり、これを「満車」表示にして『FNS27時間テレビ』にビッグ3（タモリ・ビートたけし・明石家さんま）が車庫入れする放送がなされた。また、メインビル棟、グランドスタジオ棟の裏側からは商店街へとつながる階段があった（現在でも残っている）。
『FNNスーパータイム』など、ごく一部の報道・情報番組では当時の正式な住所であった「〒162（-91→-88） 東京都新宿区河田町3番1号」でアナウンスすることがあったものの、ほとんどの番組においてのあて先は「〒162（-91→-88） 東京都（新宿区）牛込（郵便）局区内」として紹介されていた。

### お台場への本社移転、旧ビルの解体とその後
しかし、フジテレビの事業拡大に伴い、河田町ビルが手狭になり、1980年代から社内でフジテレビ本社の移転論が浮上した。当初は河田町にある社屋を解体し、跡地に新社屋を建て直す案もあったが、河田町の敷地が狭いことに加え、東京都から台場の都有地を安く貸与してもらえることもあり（2018年に東京都から約140億円で購入）、鹿内宏明会長（当時）はお台場に移転することを決めた。
FCGビルが着工した翌年である1994年から、フジテレビ旧本社ビルの解体作業を担当する鹿島建設により、FCGビルへの移転直後に行われる解体作業へ向け、アスベストの調査を開始。1997年3月10日未明（編成上は9日深夜）の最終クロージングを放送した後の2時5分以降にマスターの電源が切られ、開局から38年に亘る演奏所としての歴史に幕を下ろした。10日朝の放送開始を以て、本社機能は台場・FCGビルへ移転した。
その5日後の1997年3月15日からフジテレビ旧本社ビルの解体作業が開始され、1998年3月31日に解体工事が完了した。
その後、フジテレビ旧本社の敷地の跡地にはマンション「河田町ガーデン」が建設された。

### 旧本社最後の番組など
移転当日となる3月10日未明（9日深夜）の最終クロージングの前に放送された最後の放送番組は『中央競馬ダイジェスト』であった。なお、旧社最後の特番は『F1オーストラリアグランプリ』中継放送（23時45分 - 1時30分）であり、同中継の関係上、深夜最終ニュース（『FNNニュース最終版』『プロ野球ニュース』）はその前後の放送であった。
河田町旧本社時代から2023年現在まで放送継続している番組は『ミュージックフェア』（1964年8月 - ）『サザエさん』（1969年10月 - ）『ちびまる子ちゃん』（第2期、1995年1月 - ）『めざましテレビ』（1994年4月 - ）などがある。
なお、河田町旧本社時代からゴールデン・プライム帯（GP帯、19 - 22時台）で続いていた最後の番組は『めちゃ×2イケてるッ!』（1996年10月 - ）で、同番組が2018年3月31日で終了したことにより、旧本社時代から継続したフジテレビGP帯のレギュラー全番組が終了した。

## スタジオ
1959年開局時点はメインビル棟を含む第1から第5スタジオが、1968年2月にはグランドスタジオ棟を含む第6スタジオとメインビル棟の第7・第10スタジオ、その後に凱旋門周辺が完成し開局10周年の1969年には第9スタジオを含むタワービルが完成した。タワービルには柔構造を採用していた。なお、「F-SAT」と「F-STAR」という2つの衛星システムを稼働してからは、タワービル横に巨大なパラボラアンテナを、さらにタワービルの低層部屋上にもビル横のものよりは小さいが、大型のパラボラアンテナをそれぞれ設置していた。小型パラボラのあるタワービル低層部の屋上でも天気予報の中継が行われていた。
河田町本社ビルに合計12のスタジオを設置していた。そのうち、第1、2、3、4、5、7（ニュース専用）、10、A（当初はCM撮影用）、B（当初はCM撮影用）、C（当初は洋画のアテレコ用）はメインビルに位置していた。最も広い第6スタジオはグランドスタジオ棟に設置していた。また、タワービルに第9スタジオ（報道番組用のスタジオだったが、FNNスーパータイムの開始と同時に、プロ野球ニュースなどスポーツ番組用のスタジオに転用した）。スタジオは各フロアとも低層部に設置され、その上に副調整室というスタイルとなっていた。
- 第1スタジオ - メインビル棟1階に設置（120坪）、
  - 『小川宏ショー』、『さんまのまんま』（初期）や『夕食ニャンニャン』、『生島ヒロシのもっと・自由な生活』『ダウンタウンのごっつええ感じ』、『3時のあなた』、『テレビナイトショー』、『殿様のフェロモン』など。また、ドラマ番組の収録などで使用。
- 第2スタジオ - メインビル棟1階に設置（120坪）
  - 『ジョーダンじゃない!?』→『どうーなってるの?!』や『モーニングLIVE』、『ドリフ大爆笑』、『オレたちひょうきん族』、『邦ちゃんのやまだかつてないテレビ』『うれしたのし大好き』、『一人ごっつ』、『そっとテロリスト』などで使用。
- 第3スタジオ - メインビル棟1階に設置（120坪）
  - 『夕やけニャンニャン』や『オレたちひょうきん族』、『志村けんのだいじょうぶだぁ』、『邦ちゃんのやまだかつてないテレビ』、『上岡龍太郎にはダマされないぞ!』、『ウッチャンナンチャンのやるならやらねば!』、『ダウンタウンのごっつええ感じ』、『TVクルーズ となりのパパイヤ』などで使用。
- 第4スタジオ - メインビル棟1階に設置（120坪）
  - 『オールナイトフジ』や『なるほど!ザ・ワールド』、『オレたちひょうきん族』、『所さんのただものではない!』、『志村けんのだいじょうぶだぁ』、『とんねるずのみなさんのおかげです』、『ウッチャンナンチャンのやるならやらねば!』、『ゴールデンタイム』などで使用。
  - 『夜のヒットスタジオ』において、別スタジオ披露やスタジオライブ（4スタライブ）において使用。
- 第5スタジオ - メインビル棟1階に設置（79坪）
  - 『週刊フジテレビ批評』や『今夜は好奇心!』、『たまにはキンゴロー』などで使用。
  - 開局当時は第5スタジオまでがまず稼働し、その後増築で第6、7、10、9と増えていく。なお、第5スタジオはタワービル完成とそれに伴う第9スタジオ稼働までの間、報道スタジオとして使われていたという。
- 第6スタジオ - グランドスタジオ棟1階に設置（250坪）
  - 河田町本社では1番広いスタジオで、『夜のヒットスタジオ』『ミュージックフェア』や『ドリフ大爆笑』、『とんねるずのみなさんのおかげです』、『夢で逢えたら』、『ウッチャンナンチャンのやるならやらねば!』、『ダウンタウンのごっつええ感じ』、『料理の鉄人』、『めちゃ×2イケてるッ!』、『ひらけ!ポンキッキ』、『MJ -MUSIC JOURNAL-』、特別番組（『新春かくし芸大会』や『FNSの日』ほか）などで使用。
- 第7スタジオ - メインビル棟1階に設置（120坪）…報道スタジオ
  - 『めざましテレビ』や『FNNスピーク』『FNNスーパータイム』『ニュースJAPAN』『FNNニュース』で使用。
  - 1984年10月以降、『FNNスーパータイム』の放送開始に伴い第7スタジオと第9スタジオでフロアを入れ替え[14]、それ以降報道用スタジオとして、1997年の台場移転まで続けられた。
  - 報道スタジオへの転用以前には『新春かくし芸大会』『ドリフ大爆笑』『オレたちひょうきん族』などでも使用され、『ドリフ大爆笑』では1983年版オープニング・エンディングの収録に使われている。
- 第9スタジオ - タワービル棟1階に設置（76坪）
  - 1984年9月までは報道用スタジオ、同年10月以降は汎用スタジオに転用され、1988年4月からは『プロ野球ニュース』のスタジオ。
- 第10スタジオ - メインビル棟1階に設置（120坪）
  - 『おはよう!ナイスデイ』や『3時のあなた』、『タイム3』、『いきなり!フライデーナイト』などで使用。
- Aスタジオ - メインビル棟1階に設置（100m2） 生送出用サブで、『森田一義アワー 笑っていいとも!』と『ライオンのいただきます』ではスタジオアルタからの映像を受けていた。当初はCM用のスタジオとして使用していた[15]。
- Bスタジオ - メインビル棟1階に設置（80m2） 当初はCM用のスタジオとして使用[15]
- Cスタジオ - メインビル棟2階に設置（100m2） 当初は外国映画のアテレコ用録音スタジオとして使用するため、映写室も設置されていた[15]。
  - いずれも運行サブ。

なお第2期の増設工事では第8スタジオも設置される計画があった。

## 第1別館（フジテレビ新宿支局）
- 本社が台場という埋立地にあることによるアクセスの特殊性を考慮し、移転後も、旧本社敷地付近にある第一別館に報道の取材拠点を設置し、新宿支局として運用していた。新宿支局は簡易スタジオの常設他、取材撮影部、共同自動車部、報道技術部を有し、報道の取材拠点であり、中継車も常駐していた。建物は河田町本社時代のものをそのまま使用しており、通り沿いにある看板も「フジテレビ第一別館」のままであった。なお、河田町本社時代はフジクリエイティブコーポレーションの前身にあたるフジエイトやフジサンケイリビングサービス（現在のディノス）など関連会社も入居していた。また、フジテレビの姉妹局である韓国文化放送（MBC）の東京支局もフジテレビ新宿別館に入居していた。しかし、新宿支局が2009年に野村不動産四谷ビルに移転したため、第一別館は2010年に解体され、跡地にマンションが建設された。同支局の移転により、フジテレビを含むフジサンケイグループは、河田町から51年の歴史に幕を閉じ完全撤退となった。
- なお新宿支局は、災害などでフジテレビ本社の送出機能が喪失した際のバックアップ施設として、FNN/FNS系列局である、関西テレビ（準キー局）と共に指定されている[16][17][18]。詳細はフジニュースネットワーク#災害時の対応を参照のこと。

## スタジオ以外の施設
- フジテレビギャラリー（タワー棟1階→正門（凱旋門）左脇1F）
- 喫茶ラ・ポルト（正門（凱旋門）地下）

これら2つは一般人でも出入りすることができた。
またラ・ポルトは台場移転後に社員食堂の名前で使われている。

## 旧社屋が登場する作品
台場移転前に制作・放送されたもの
- きょうふのキョーちゃん - 第2話にて登場。

台場移転後に制作・放送されたもの
- バージンロード[19] - 最終回ラストに登場。当時の社長日枝久も友情出演した（詳しくはこちらを参照）。
- とんねるずのみなさんのおかげです - 最終回のエンディングで旧社屋の表情を映し出し、最後にとんねるずの2人がお台場の新社屋の屋上で歌うという演出。
- 西村雅彦のさよなら20世紀 - VTRに登場。
- ちびまる子ちゃん
- バブルへGO!! タイムマシンはドラム式（2007年公開の映画、フジテレビ制作）
- 志村けんとドリフの大爆笑物語